# Arqamani
Arqamani (ou Arkamani), également connu comme Ergamenes II, est un souverain koushite qui règne sur le royaume de Méroé entre la fin du IIIe et le début du IIe siècle av. J.-C..

## Sources historiques

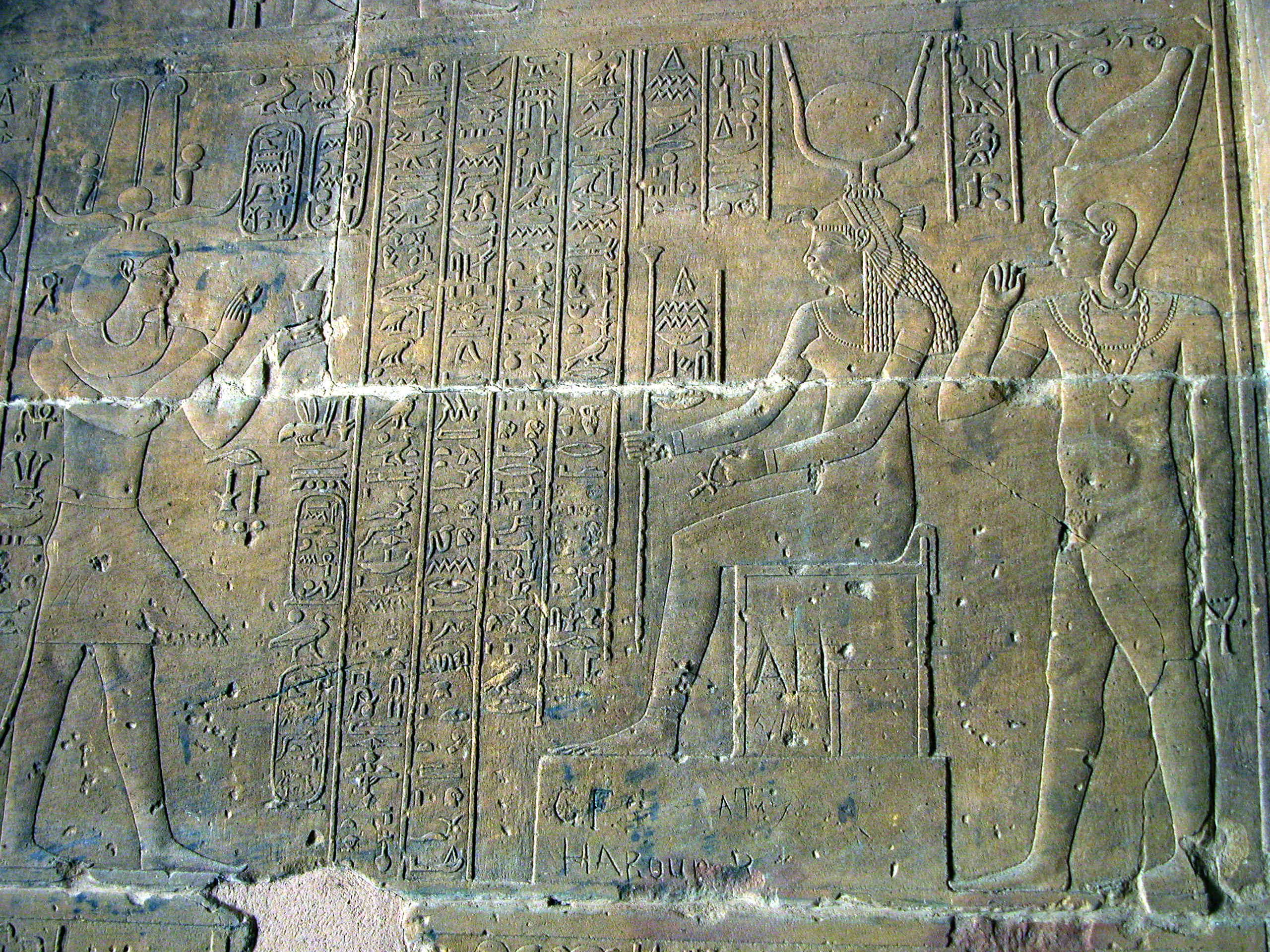
Arqamani faisant une offrande à Isis et Horus (temple de Dakka).

Arqamani est connu des historiens depuis l'antiquité via Diodore de Sicile qui mentionne l'existence d'un roi koushite, Ergamenes, contemporain à la fois des pharaons lagides Ptolémée II et Ptolémée IV. On sait aujourd'hui que Diodore assimila deux rois aux noms très similaires, Arakamani et Arqamani, en un seul dont il grécisa le nom en Ergamenes. Ces deux rois ont ainsi été surnommés respectivement Ergamenes Ier et Ergamenes II par les historiens. En fait, Arqamani est probablement contemporain de Ptolémée III Évergète et Ptolémée IV Philopatôr.
Des éléments de la vie d'Arqamani sont également connus via les textes sculptés sur les murs de sa pyramide à Méroé et dans les temples de Philæ, Dakka (en) et Kalabchah.

## Biographie
Arqamani est le fils du roi nubien Arnekhamani. Avant d'accéder lui-même au trône, le Prince Arka officie comme prêtre de la déesse Isis.
Succédant à Arnekhamani, Arqamani devient le sixième roi à régner sur le royaume de Méroé. Le royaume de Méroé est un État qui domine la Nubie (Koush) depuis la ville de Méroé, au Soudan actuel, au Ier millénaire av. J.-C.. Une des particularités de ce royaume est sa très forte proximité culturelle et religieuse avec l'Égypte pharaonique voisine. Arqamani se fait ainsi représenter comme un pharaon et adopte une titulature de roi égyptien. De plus, celui-ci recrute un certain nombre de membres du clergé et d'artistes égyptiens et les accueille dans le royaume de Méroé afin d'y promouvoir la culture égyptienne.

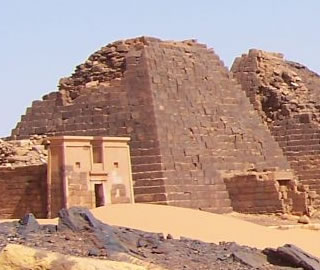
La pyramide d'Arqamani (Beg N 7) sur le site de Méroé.

Le règne d'Arqamani est marqué par le retour du royaume de Koush sur la scène internationale et par une certaine rivalité avec le pharaon Ptolémée IV Philopatôr. Arqamani arbore d'ailleurs les mêmes épithètes que Ptolémée IV dans son nom de Sa-Rê : vivant éternellement, aimé d'Isis. Ainsi, le roi koushite soutient les pharaons autoproclamés Hérouennéfer puis Ânkhouennéfer lors de la grande révolte de la région thébaine (en Haute-Égypte) contre le pouvoir des pharaons lagides d'Alexandrie. Arqamani en profite pour s'emparer des territoires de Basse-Nubie jusque-là contrôlés par les Ptolémées,. Le roi koushite s'emploie dès lors à laisser sa marque sur ce territoire, notamment en poursuivant la construction de temples débutée par Ptolémée IV, : le temple de Thot à Dakka (en) ou encore le temple d'Arensnouphis sur l'île de Philæ. Collaborant avec le clergé et les travailleurs locaux, le roi cherche moins à occuper militairement la région qu'à démontrer son autorité morale et religieuse sur les souverains hellénistiques d'Alexandrie qui sont vus comme de vulgaires usurpateurs. La grande révolte thébaine s'achève sous le règne du successeur d'Arqamani, Adikhalamani, par une victoire des forces de Ptolémée V,. La Basse-Nubie n'est reprise par les égyptiens qu'au temps de Ptolémée VI.

## Sépulture
Arqamani est enterré à Méroé dans la pyramide nubienne Beg N 7.